# Ligamentum lacunare
Das Ligamentum lacunare („Pfortenband“; Synonym: Gimbernat-Band, nach dem spanischen Chirurgen Antoni de Gimbernat) ist ein Band im Bereich des Beckens. Es entspringt dem Leistenband (Ligamentum inguinale) und verläuft bogenförmig nach unten zum Schambein. Das Ligamentum lacunare begrenzt medial die Lacuna vasorum. Antoni de Gimbernat war der Erste, der 1793 die Ursache der Einklemmung des Schenkelbruchs in dem nach ihm benannten Teil des Cruralbogens des Musculus obliquus externus entdeckte.